# 徐延旭
徐延旭，字曉山，山东临清人，清朝政治人物。

## 生平
咸豐十年（1860年）庚申恩科進士。分發廣西知縣。歷官容縣、桂平縣知縣。同治九年（1870年）任梧州府知府。光緒六年（1880年）升湖北安襄郧荆道道员。光緒八年（1882年）升任廣西布政使。光绪九年九月初九（1883年10月9日），升任广西巡抚。光绪十年二月二十九（1884年3月26日），革职（边外军事失利日）。
有子徐坊。

## 延伸阅读
[在维基数据编辑]
 在维基文库阅读此作者作品
 《清史稿·卷458》，出自趙爾巽《清史稿》